# (2279) Barto
(2279) Barto es un asteroide perteneciente al cinturón de asteroides, descubierto el 25 de febrero de 1968 por la astrónoma soviética Liudmila Chernyj desde el Observatorio Astrofísico de Crimea (República de Crimea, Rusia).

## Designación y nombre
Designado provisionalmente como 1968 DL. Fue nombrado en homenaje a la escritora y poeta rusa Agnia Bartó.